# Hátonúszó kongóharcsa

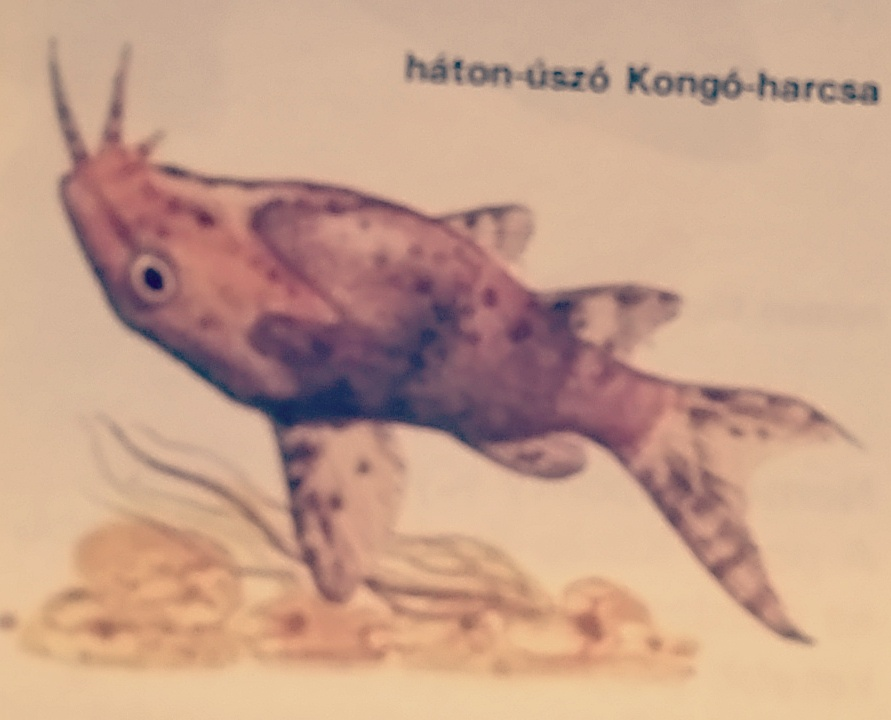
Hátonúszó kongóharcsa

A hátonúszó kongóharcsa (Synodontis nigriventris) a sugarasúszójú halak (Actinopterygii) osztályába, a harcsaalakúak (Siluriformes) rendjébe és a Mochokidae családjába tartozó faj.
A Szaharától délre egész Afrikában otthonos ez a különös, erősen kidomborodó hátú és csaknem egyenes hasú harcsacsalád.
Leginkább említésre méltó faját, a Zaire folyó vízgyűjtő területén élő, de Európa akváriumaiban is gyakran nevelt mindössze 6 centiméteres hátonúszó kongóharcsát az a meghökkentő szokása tette nevezetessé, hogy a hátán úszik, s ezért testének színezése is a többi halénak éppen a fordítottja: a háta és az oldala világosszürke vagy sárgásfehér és sötéten sávos, a hasa (más becsületes halak világosabb testrésze) viszont fekete.
A hátonúszó kongóharcsát 1936-ban fedezték fel, és nagy izgalmat keltett, amikor 1950-ben először importálták. Állandóan háton úsznak, még a színezettségük is ehhez alkalmazkodott, innen kapták a nevüket is. Már az ősi egyiptomi rajzokon is megjelent érdekes alakjuk. Mint a többi fajtársuknak nekik is nagy szemeik vannak, villás farkuk és nagy zsírúszóik. Testük világosbarna színű, amin különböző méretű sötét foltok találhatók. Hasi részük sötét színű, ami ellentétes azokkal a halakkal, amelyek hassal lefelé úsznak, ezzel is álcázzák magukat, amikor a felszín közelében hátonúsznak. A nőstények nagyobbak, fakóbb a színezetük és testesebbek, különösen, ívási időszakban. Ha ívatni akarjuk őket, etessünk jó minőségű élő eleséggel, és lágyítsuk a vizüket, ezzel is imitálva az esős időszak beálltát. Az ikrákat a nőstény barlangba rakja, ezért tegyünk a medencébe 1-2 felfordított virágcserepet, amibe ikrázni tudnak. A szülőket nyugodtan hagyjuk az akváriumban, mert gondoskodnak az ikrákról. Az ikrák 2 nap múlva kelnek ki és még 4 napig a szikzacskóból táplálkoznak. Az elúszó kis halak első elesége frissen kelt sórák legyen. A kishalak a 7-8. héten kezdenek a hátukra fordulni, és úgy úszni.